# Civitas
Pour les articles homonymes, voir Civitas (homonymie).
 (mars 2008).
Si vous disposez d'ouvrages ou d'articles de référence ou si vous connaissez des sites web de qualité traitant du thème abordé ici, merci de compléter l'article en donnant les références utiles à sa vérifiabilité et en les liant à la section « Notes et références ».
Civitas (prononcé [ki.wi.tas] en latin classique) est un mot latin formé sur le mot civis (« citoyen »).

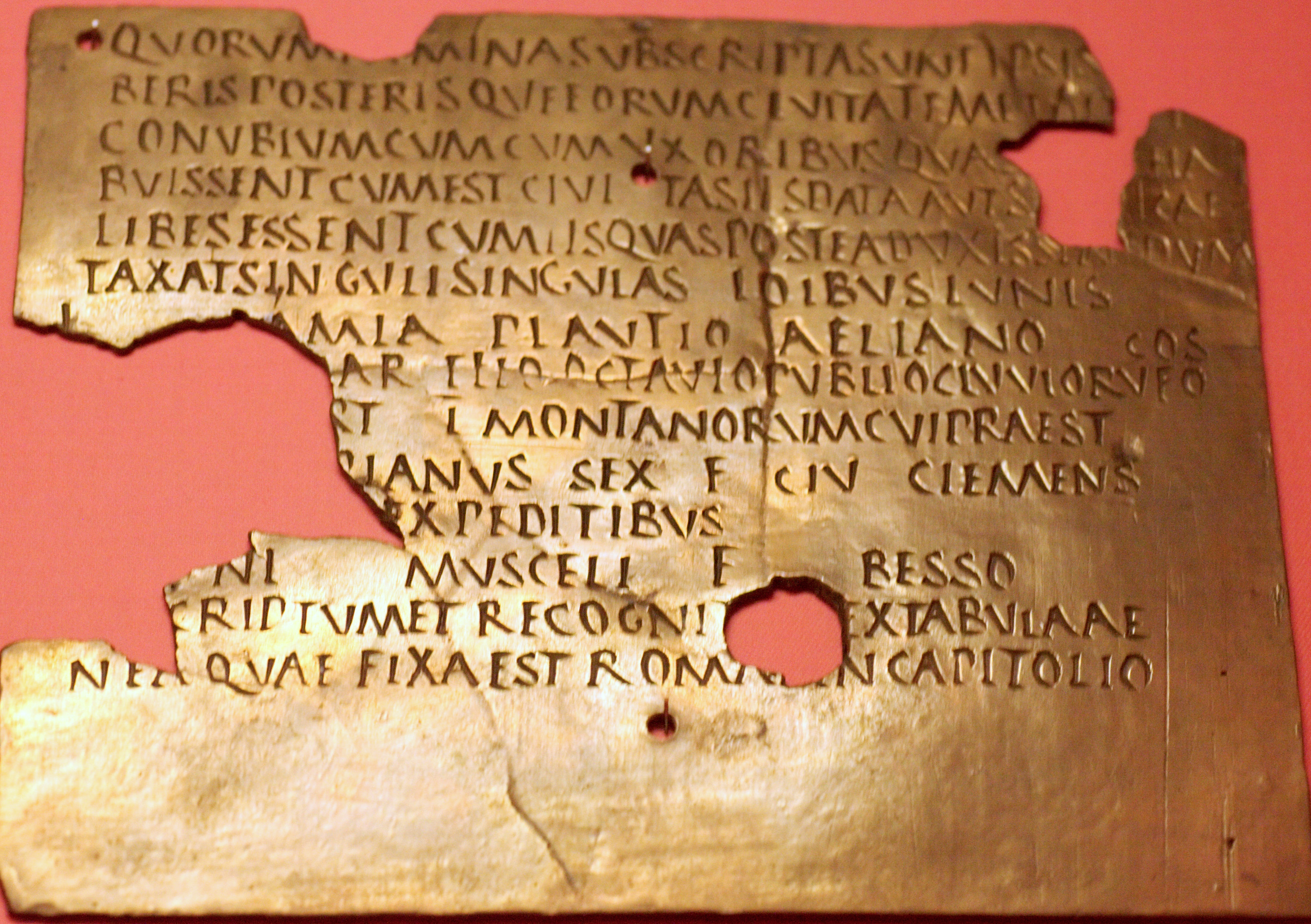
Un diplôme militaire, ou un certificat de service militaire réussi, donnant la citoyenneté à un soldat qui partait à la retraite et aux personnes à sa charge qui l'accompagnaient à l'époque. La phrase clé est civitas eis data où civitas signifie citoyenneté.

Le mot civitas a plusieurs acceptions :
- la citoyenneté, les droits des citoyens, le droit de cité ;
- la communauté des personnes constituant une entité politique ;
- le territoire occupé par cette communauté ;
- la ville principale de cette communauté, son chef-lieu dans le cadre de l'empire romain.

« Sur le terme civitas, employé par Pline l'Ancien, il ne peut y avoir de doute. Une civitas est une commune étrangère ; cité, municipe ou colonie elle se composait, en dehors de la ville, quand il y en avait une, d'un territoire plus ou moins étendu. Ce territoire renfermait des vici, bourgs, des pagi, villages, des castella ou oppida, réduits fortifiés, des fermes et des grandes propriétés, fundi, villa et prædia. ».
En français, le mot civitas donne par évolution phonétique « cité », qui lui-même donne « citoyen » et « citoyenneté » ; le sens premier de civitas se retrouvant dans le mot « citoyenneté », le sens de « cité » évolue vers le sens de « ville », mais conserve une partie des significations latines (cité-État, la cité d'Athènes).

## Philologie
Civitas est formé sur civis en lui ajoutant le suffixe très courant -tas (par exemple : pietas, formé sur pius), qui en français est devenu le suffixe « -té » (comme dans « citoyenneté ») 
Civitas est un mot féminin de la troisième déclinaison. Son génitif singulier est civitatis, son nominatif pluriel civitates.
Pour les Romains cultivés, il équivalait au mot grec polis.
En italien, on le retrouve dans le mot città, en espagnol dans ciudad (« ville »).
Il est aussi présent en anglais par emprunt au français : city. Ce terme est réservé statutairement à quelques quartiers urbains : the City of London, voire the City, qui ne désigne pas Londres, mais une petite partie de cette ville, City of Westminster, qui fait aussi partie de l'agglomération de Londres) ou à des villes particulières.

## Les sens du mot latincivitas

### Citoyenneté
Civitas peut désigner le statut juridique d'un individu appartenant à une collectivité ; par exemple, la civitas romana (citoyenneté romaine), désigne le statut du civis romanus (« citoyen romain »), statut qui au fur et à mesure des conquêtes concerne des gens non seulement à Rome, mais dans toutes les provinces de l'empire, et pour finir, à partir de l'édit de Caracalla, tous les hommes libres de l'empire.
Il peut dans ce être traduit par « citoyenneté ».
Civitas peut aussi signifier « droits juridiques et politiques liés au statut de citoyen » et être traduit par « droit de cité ».

### Communauté de citoyens
Civitas s'emploie aussi au sens de « communauté de citoyens » : il désigne alors un peuple politiquement organisé dans le cadre d'une cité-État (structure caractéristique de la civilisation grecque (Athènes, Sparte, Corinthe, etc.), puis des civilisations de l'Italie, notamment dans le Latium (Rome, Albe, Lavinium, etc.) et en Étrurie.
Par la suite, ce mot est utilisé par les Romains pour qualifier les entités politiques existant dans certaines provinces : par exemple en Gaule, les communautés politiques des Arvernes, des Éduens, des Bituriges Cubes, des Santons, etc.
Il peut être traduit par « cité-État » (si l'entité est indépendante) ou simplement par « cité » (quand elle fait partie de l'empire romain).

### Territoire
Par extension, civitas peut désigner le territoire occupé par une communauté de citoyens[réf. nécessaire].

### Ville
Par extension, il peut désigner la ville principale, la capitale de cette communauté[réf. nécessaire].

## Les sens du mot français «cité»
Les sens latins sont encore présents en français, notamment dans l'expression « droit de cité », où « cité » désigne les « droits de citoyen » ou dans la formule « cité-État ».
Au Moyen Âge, le mot « cité » désigne une ville siège épiscopal (ancien chef-lieu de cité de l'empire romain), ou dans une grande ville, le quartier épiscopal (par exemple à Paris, l'île de la Cité).
Par la suite, il a pris de façon courante le sens de « ville » (par exemple dans l'expression « la cité phocéenne » pour désigner Marseille), voire de type d'habitat urbain, plutôt haut-de-gamme au XIXe siècle et au début du XXe siècle (la cité Frugès à Bordeaux, les « cités radieuses » (Marseille, Rezé) de Le Corbusier), parfois péjoratives de nos jours (« les cités »).

## Historique des cités de l'Empire romain

### Généralisation du modèle de la cité-État
L'Empire romain généralise le modèle de la ville-État (polis en grec, civitas en latin), si on met à part la perte de l'indépendance. Autour de la mer Méditerranée, ce modèle était déjà largement répandu du fait de la colonisation grecque ou phénicienne. Là où la civilisation urbaine était encore peu développée, les Romains fondent des villes-centres de type romain comme capitales des unités territoriales locales (par exemple, la ville d'Autun fondée pour être le chef-lieu des Éduens, remplaçant l'oppidum de Bibracte à une quinzaine de kilomètres).
La quasi-totalité du territoire de l'empire est divisée en civitates qui constituent l'unité territoriale de base. Ces cités sont regroupées en provinces, chacune pourvue d'un gouverneur et de son administration : en revanche, il n'y a pas de représentant du pouvoir impérial dans les cités, qui sont administrées par une sorte de sénat local, le conseil des décurions, notables locaux au service de Rome.
La surface des cités est très variable. Dans les zones fortement urbanisées, elles sont très nombreuses et leur territoire réduit. En Gaule intérieure (comme dans d'autres provinces éloignées de la Méditerranée), les Romains respectèrent les territoires des peuples gaulois (quelques remaniements sont cependant plausibles, mais difficiles à mettre en évidence, sauf exception). Une civitas peut y recouvrir une vaste aire géographique (parfois plusieurs départements) : par exemple, la cité des Pictons correspondait aux actuels départements de la Vienne, des Deux-Sèvres, de la Vendée avec le sud de la Loire-Atlantique (jusqu'à la Loire).
La civitas - unité politique et administrative - avait une large autonomie. Le droit local et le statut des citoyens variait (les différences tendirent à s'estomper au fil du temps, car les civitates cherchèrent à obtenir de meilleurs statuts, ce qui impliquait l'adoption du droit romain). Elles étaient gouvernées par une curie (à l'image du sénat de Rome), appelée Boulè à l'est de l'Empire, formée des notables, les curiales ou décurions (bouleutes à l'est). Cette assemblée prenait toutes les décisions utiles à la vie de la civitas. Elle élisait des magistrats qui géraient la civitas. Elle était surveillée par les gouverneurs de province, qui s'intéressaient principalement au maintien de l'ordre et à la perception de l'impôt. Chaque civitas faisait l'objet d'un recensement périodique qui permettait de définir le montant de l'impôt et la curie était responsable de sa perception.
Le territoire de la cité, appelé pertica, est divisé en pagi (le mot pagus a donné en français « pays » et on retrouve ce sens dans les formulations du type « pays de Retz »).

### Les cités dans l'organisation de l'Église
Lorsque le christianisme se développe dans l'empire romain, les Églises (communautés) chrétiennes sont formées dans le cadre des cités, d'abord dans la partie orientale (hellénophone) de l'empire, où sont établis les episkopoi (mot ensuite transcrit en latin : episcopi, « évêques »).
Les diocèses chrétiens ont donc le même territoire que les cités ; les évêques des chefs-lieux de province deviennent métropolitains des évêques des autres cités de la province, origine des archidiocèses.
En dehors de Rome, doté dès le début d'un évêque (saint Pierre, le premier pape), le christianisme est plus tardif en Occident, mais l'organisation est la même. En Gaule, les archidiocèses sont formés dans le cadre des provinces romaines créées à la fin du IIIe siècle : c'est ainsi que Bourges (Avaricum), chef-lieu des Bituriges Cubes et de la province d'Aquitaine première, devient dès cette époque un siège archiépiscopal, aux côtés de Bordeaux (Aquitaine seconde) et Eauze (Aquitaine troisième), le siège d'Eauze étant transféré à Auch à partir du haut Moyen Âge.
Longtemps en Occident, le christianisme est cantonné dans les villes : le mot désignant les habitants des pagi, pagani, prend le sens de « non chrétiens », « polythéistes ».

## Les cités de Gaule romaine
La Gaule transalpine, territoire qui pour les Romains s'étend des Pyrénées au Rhin, est conquise en deux phases : le sud-est en 120 avant notre ère, formant la province de Gaule narbonnaise ; le reste (la « Gaule chevelue ») entre 58 et 51 avant notre ère, par Jules César.

### Cités de Gaule narbonnaise
Les Romains intègrent alors plusieurs cités grecques du littoral (Nice, Antibes...), ainsi que les peuples celtes (Allobroges, Volques, etc.) ou non celtes de cette région, au sein de la province de Gaule narbonnaise, qui s'étend du lac Léman au nord à Toulouse à l'ouest, avec pour chef-lieu Narbonne. Marseille (avec sa colonie d'Agde) reste formellement indépendante, considérée comme alliée de Rome. 
À la suite de sa victoire d'Alésia (-52) et de la fin de la guerre des Gaules, durant laquelle les cités de Narbonnaise sont restés loyalistes, César leur accorde le droit latin.
Lorsque César entre dans la guerre civile contre Pompée (-49), Marseille choisit le camp de Pompée, dont la défaite aboutit à la fin de son indépendance.

### Cités des Trois Gaules
Après la conquête de César, Rome entre dans une période de guerres civiles. César est assassiné en -44, mais son fils adoptif, Octavien, triomphe en -31, devenant l'empereur Auguste en -27. 
En -43, le gouverneur de Gaule, Lucius Munatius Plancus, fonde la colonie romaine de Lyon (sur la colline de Fourvière), qui devient sa résidence. 
Au total, durant le gouvernorat de Jules César, une soixantaine de peuples sont admis à constituer une civitas. Un certain nombre de ceux que César mentionne disparaissent, par exemple, les Ambilatres (au sud de l'estuaire de la Loire), intégrés dans la cité des Pictons (chef-lieu : Poitiers).
Ces cités sont traitées différemment selon le comportement de leurs dirigeants pendant la guerre des Gaules : cinq d'entre elles sont considérés comme alliées (foederatae), formellement indépendantes de Rome (les Éduens, les Lingons, les Helvètes, les Carnutes et les Rèmes). Les autres cités sont astreintes au paiement d'un tribut (stipendiariae) , sauf une dizaine qui en sont dispensées (notamment les Bituriges, les Trévires et les Arvernes, chez qui les amis de Rome adversaires de Vercingétorix ont repris le pouvoir).
Sous le règne d'Auguste, sont créées trois provinces : la Lyonnaise (Lyon), l'Aquitaine (Saintes) et la Belgique (Reims). Ces trois provinces ont le statut de provinces impériales (militarisées) alors que la Narbonnaise (pacifiée et déjà bien romanisée) devient une province sénatoriale. 
Les cités des trois nouvelles provinces sont associées dans le cadre du culte de l'empereur et de Rome : chaque année, les représentants des soixante cités des « Trois Gaules » se rassemblent  au sanctuaire fédéral de Lyon (situé sur la colline de la Croix-Rousse) le 1er août (premier jour du mois dédié à Auguste). 
À la fin du Ier siècle, la Belgique est démembrée des territoires du limes rhénan, qui forment la Germanie supérieure (Cologne) et la Germanie inférieure (Mayence).

### Évolution du nom des chefs-lieux au Bas-Empire
Vers le IVe siècle, dans de nombreuses cités de Gaule le nom ancien du chef-lieu est abandonné au profit du nom de la civitas. 
C'est notamment le cas des cités suivantes :
En gras et italique : nom gallo-romain du chef-lieu ; en italique : nom de la cité en latin.
- la civitas Ambianorum[6] (Amiens)
- la civitas Andecavorum (Angers),
- la civitas Atrebatum[7] (Arras),
- Elimberri > civitas Ausciorum > Auch,
- la civitas Baiocassum (Bayeux),
- la civitas Bellovacorum (Beauvais),
- la civitas Biturigum (Bourges),
- la civitas Cadurcorum (Cahors),
- la civitas Carnutorum (Chartres),
- la civitas Catalaunorum (Châlons),
- la civitas Caturigum (Chorges),
- la civitas Cenomanorum (Le Mans),
- la civitas Coriosolitarum (Corseul),
- la civitas Diablintorum (Jublains),
- la civitas Gabalorum (Javols),
- la civitas Lemovicum (Limoges),
- la civitas Lexoviorum (Lisieux),
- la civitas Lingonum (Langres),
- la civitas Meldorum (Meaux),
- Condevicnum/Portus Namnetum > civitas Namnetum > Nantes,
- Lutetia > civitas Parisiorum > Paris,
- Vesunna > civitas Petrocoriorum > Périgueux,
- Limonum > civitas Pictavorum > Poitiers,
- Condate Riedonum > civitas Riedonum > Rennes,
- la civitas Reiorum (Riez),
- la civitas Remorum (Reims),
- la civitas Rutenorum (Rodez),
- la civitas Sagiorum (Sées),
- Mediolanum Santonum > civitas Santonum > Saintes,
- la civitas Senonum (Sens),
- la civitas Silvanectum (Senlis),
- la civitas Suessionum (Soissons),
- la civitas Tricassum (Troyes),
- la civitas Tricastinorum (Saint-Paul-Trois-Châteaux),
- la civitas Turonum (Tours),
- la civitas Vallencianorum Valentia[pas clair] (Valence),
- la civitas Vasatum (Bazas),
- la civitas Venetorum (Vannes),
- la civitas Viducassum (Vieux),
- la civitas Viromanduorum (Vermand)[8],
- la civitas Tungrorum (Tongres),
- Augusta Treverorum > civitas Treverorum > Trèves).

À la fin de l'Antiquité, le nom de la civitas, désignant désormais le chef-lieu, est employé à l'ablatif, cas qui au pluriel se termine par un -s :
- le chef-lieu de la civitas Pictavorum (Limonum) est appelé Pictavis, qui donne en français Poitiers ;
- celui de la civitas Rutenorum est appelé Rutenis, qui donne Rodez.

Ceci explique que le nom français de ces villes se termine presque toujours par une marque de pluriel : -s ou, en raison de l'évolution phonétique, -x ou -z (exception : Auch).
Exemples d'exceptions : 
- Burdigala (Bituriges Vivisques) > Bordeaux (Burdeu en gascon)
- Juliobona (Calètes) > Lillebonne
- Forum Segusiavorum (Ségusiaves) > Feurs (où l'on retrouve clairement forum)
- Elusa (Elusates) > Eauze (dans ce cas, le nom du peuple dérive du nom de la ville, d'origine préromaine)
- nombre des chefs-lieux de Narbonnaise conservent leur nom gallo-romain (Nîmes, Toulouse, Avignon, Béziers, etc.)

Le cas de Lyon (Lugdunum) est particulier : chef-lieu de province (voire des Trois Gaules), cette ville n'est pas chef-lieu de cité gallo-romaine (elle a le statut de colonie romaine dès sa fondation).

### Les cités dans l'organisation des royaumes francs (après 476)
Après la disparition de l’Empire romain d'Occident, les civitates restèrent des divisions territoriales dans les royaumes francs et furent souvent reprises comme limites des diocèses et des comtés.
Quelques départements d'aujourd'hui correspondent assez exactement au territoire d'une ancienne nation gauloise. Les Romains, en effet, ont respecté les cadres de l'organisation politique gauloise en formant la circonscrition administrative des civitates.

### Traces actuelles des anciennes cités de Gaule
Les départements créés en 1790 conservent assez souvent les limites des diocèses ou des comtés (avec des remaniements).
Les chefs-lieux de départements sont établis dans les sièges épiscopaux, souvent anciens chefs-lieux de cité) : c'est le cas de Bordeaux, Nantes, Angers, Le Mans, Poitiers, Rennes, Vannes, Paris, Beauvais, Rouen, Evreux, Chartres, Arras, Amiens, Clermont-Ferrand, Lyon, etc.
Quelques exceptions : l'Orne (chef-lieu : Alençon, siège épiscopal d'Ancien Régime (et actuel) : Sées) ; le Calvados (chef-lieu : Caen, sièges épiscopaux : Bayeux et Lisieux), la Vendée (chef-lieu : La Roche-sur-Yon ; siège épiscopal : Luçon) ; les Landes (Mont-de-Marsan ; Dax), etc.
Il faut tenir compte des créations de diocèses au Moyen Âge : par exemple le diocèse de Montauban est créé en 1317, la ville ayant été fondée seulement en 1144 ; le diocèse de Luçon date aussi de 1317, date d'un démembrement du vaste diocèse de Poitiers.